# Disobbedienza intelligente
La disobbedienza intelligente si verifica quando un animale di servizio addestrato per aiutare una persona disabile va direttamente contro le istruzioni del proprietario nel tentativo di prendere una decisione migliore. Questo comportamento fa parte dell'addestramento del cane ed è fondamentale per il successo di un animale di servizio sul lavoro. Il concetto di disobbedienza intelligente è in uso e una parte comune dell'addestramento degli animali di servizio almeno dal 1936.

## Esempi
Quando un cieco desidera attraversare una strada e impartisce istruzioni al cane da assistenza di farlo, il cane deve rifiutarsi di muoversi quando tale azione potrebbe mettere la persona in pericolo. L'animale capisce che ciò contraddice il comportamento appreso per rispondere alle istruzioni del proprietario: invece prende una decisione alternativa perché l'umano non è in grado di decidere in sicurezza. Il cane in questo caso ha la capacità di capire che sta compiendo un'azione del genere per il benessere della persona.
In un altro esempio, una persona cieca deve comunicare con l'animale in modo tale che l'animale possa riconoscere che la persona è consapevole dell'ambiente circostante e può procedere in sicurezza. Se un cieco desidera scendere una scala, un animale adeguatamente addestrato a mostrare disobbedienza intelligente rifiuterà di muoversi a meno che la persona non emetta una parola in codice specifica o un comando che faccia sapere all'animale che la persona è consapevole che sta per scendere le scale. Questo comando sarà specifico per le scale e l'animale non lo attribuirà a scendere da un marciapiede o salire su un marciapiede o una veranda. In una circostanza simile, se la persona crede di essere davanti a un gradino e desidera scendere, ma in realtà si trova di fronte a un precipizio pericoloso (ad esempio una banchina di carico o un dirupo), l'animale rifiuterà procedere.

## Applicazione ad altri campi
L'autore e comunicatore Ira Chaleff suggerisce nel suo libro del 2015 Disobbedienza intelligente: fare bene quando ciò che ti viene detto di fare è sbagliato che la disobbedienza intelligente ha un posto in altre aree importanti. Un esempio notevole è la gestione delle risorse dell'equipaggio, o CRM (Crew Resources Management), in cui l'equipaggio di volo di un aereo è incoraggiato a portare all'attenzione del capitano tutto ciò che sembra discutibile su un ordine, o informazioni aggiuntive, di solito con rispetto e tatto, ma se è abbastanza urgente, più fortemente, proprio come fanno i cani guida. Il libro si apre menzionando come l'idea gli sia venuta in mente quando si era trovato una persona che stava addestrando un cane guida in una delle sue classi. Oltre al CRM, il principio è applicabile in quasi tutti gli altri campi, come la medicina, l'ingegneria e gli affari.
La disobbedienza intelligente ha anche trovato il suo posto nell'educazione ai diritti dei bambini offrendo strumenti che aiutano a proteggere i bambini dai casi traumatici in cui le figure autoritarie abusano del loro potere. Uno di questi strumenti è il mnemonico Blink! Pensare! Scelta! Voce! che funziona in modo simile alla semplice tecnica di sicurezza antincendio "stop, drop and roll" (fermati, sdraiati e rotola) insegnata ai bambini nella maggior parte dei paesi di lingua inglese.